# Giraumont (Meurthe-et-Moselle)
Giraumont é uma comuna francesa na região administrativa do Grande Leste, no departamento de Meurthe-et-Moselle. Estende-se por uma área de 7,63 km². Em 2010 a comuna tinha 1 353 habitantes (densidade: 177,3 hab./km²).